# Гіндасвінт
Гіндасвінт (Kinþaswinþs — «могутній синами»; близько 563 — 30 вересня 653) — король вестготів в Іспанії та Септиманії у 642—653 роках.

## Життєпис

### Боротьба за владу
Походив з впливового вестготського роду. Про батьків немає відомостей. Усе життя провів у походах на службі різним королям. У 631 році підтримав Сісенанда у боротьбі за владу.
У 641 на чолі війська Гіндасвінта було відправлено проти повсталих басків. Тут з незрозумілих причин вирішив повстати проти короля Тульґи. На зборах місцевої знаті у містечку Памльєге 16 квітня 642 року Гіндасвінта оголосили королем.
Слідом за цим він рушив на Толедо. Подальші події суперечливі: за одними відомостями було повалено короля й відправлено до монастиря, за іншими Гіндасвінт не отримав підтримки церкви, тому не зміг коронуватися. Лише після раптової смерті Тульґи став повноцінним королем. Це відбулося 30 квітня.

### Королювання
Проти нового володаря виступила частина знаті. Особливо значний опір він зустрів на півдні Іспанії. Завдяки рішучим діям Гіндасвінт здобув перемогу, свідченням якої стало карбування в Меріді монети з легендою VICTOR («Перемога»). Боротьба за владу призвела до послаблення королівської влади й нового повстання басків, яке тривало майже усе правління Гіндасвінта.
Втім основну увагу король зосередив на зміцнені монархії та приборканні знаті. Своїми головним противником Гіндасвінт вбачав стару вестготську аристократію. Він прагнув, з одного боку, завдати їй якомога більше чутливих ударів, а з іншого — не допустити створення відносно сильних угруповань в її середовищі. Одним із заходів, спрямованих на досягнення такої мети, було різке обмеження посагу: воно не повинно було перевищувати 1000 солідів, 10 рабів і 10 рабинь, а також 10 коней.
Для легалізації своїх дій, Гіндасвінт у 643 році видав спеціальний закон, який карає тих, хто виступає проти короля, народу і батьківщини. У число цих злочинців включалися як бунтівники, так і втікачі в чужі країни. Цей закон мав і зворотну силу — його дія поширювалася до часу правління Гіндасвінта. Велика увага приділялася конфіскаціям. Навіть якщо король залишав такому «злочинцеві» життя, той піддавався засліпленню, а майже все його майно переходило королю. За допомогою цих репресій король зміцнював своє економічне становище і отримував кошти для винагородження своїх прихильників. Кошти, отримані в результаті цієї каральної діяльності, були досить значними, завдяки чому було подолано постійне погіршення вестготської монети, і вона стала знову повноцінною, повертаючись до норм короля Леовігільда.
Водночас намагався замінити спадкову шляхту на служиву (officium palatinum). Отримання цими людьми дружин і дочок тих, кого стратили або вигнали, єднало створювану Гіндасвінтом нову знать зі старою. У цю групу він без коливань включав і своїх рабів, які займали відносно високі посади при дворі. Багато представників старих аристократичних родів втекло за кордон, інші переходили в духовний стан.
В боротьбі з аристократією король намагався спиратися на церковні інституції, водночас не допускав піднесення церковників до рівня королівської влади. При цьому активно втручався у церковні справи. Так, у 646 році після смерті митрополита Євгена I, король звернувся з листом до сарагоського єпископа Брауліона з побажанням, щоб той відпустив свого архідиякона Євгенія для займання Толедської кафедри. Брауліон був найавторитетнішим кліриком королівства і активним прихильником Гіндасвінта. Але сам він уже був занадто старий і напівсліпий, щоб самому зайняти пост митрополита столиці, і Гіндасвінт розраховував на його найближчого співробітника, впевнений, що той завжди буде його підтримувати. І хоча Брауліон спробував було не відпустити в Толедо свого вірного співробітника, король наполіг на своєму, явно даючи зрозуміти, що побажання короля рівносильно наказам.
18 листопада 646 року за розпорядженням Гіндасвінта було скликано VII Толедський собор. Тут вперше офіційно, як повноправні учасники, були присутні світські посадовці королівського двору. Це ще більше збільшило роль соборів як високої політичної інстанції, яка зайняла своє місце в системі управління державою. Хоча рішення собору затверджувалися королем, саме прийняття церковним собором рішень зі світських питань ставило собори майже на рівну ступінь з монархом. Рішення цього собору підтримали антимагнатську політику короля: усі бунтівники та заколотники піддавалися анафемі і до своєї смерті відлучалися від Церкви. Це правило було поширено на всіх кліриків, включно з єпископами. Собор також ухвалив, що будь-яка критика короля, звідки б вона не виходила, зокрема з церковного середовища, є злочином і карається конфіскацією половини майна.
Гіндасвінт розпочав реформування юридичної системи свого королівства. У цьому йому активно допомагав син Реккесвінт. Саме останній завершив роботу, яка відома під назвою Вестготська правда. Водночас 20 січня 649 року оголосив Реккесвінта своїм співволодарем, фактично скасувавши норму IV Толедського собору.
Наприкінці життя король зайнявся благочестям і благодійністю. Він заснував монастир Святого Романа в Сан-Роман-де-Орніха (в сучасній провінції Вальядолід), де він поховав свою дружину Реккібергу і де сподівався бути похованим сам. Перед смертю він сам на себе наклав покуту і справив велику роздачу милостині зі своїх особистих коштів. Помер 30 вересня 653 року. Владу успадкував Реккесвінт.

## Родина
Дружина — Реккіберга
Діти:
- Реккесвінт (д/н-672), король у 649—672 роках
- Теодофред (645—702), герцог Кордови
- Галісунта, дружина Фавіла, герцога Кантабрії

1 бастард — Фавіла